# Itaguaçu da Bahia
Itaguaçu da Bahia est une municipalité brésilienne de l'État de Bahia et la microrégion de Barra.